# Václav Olič
Václav Olič (26. září 1847 Řevničov – 29. listopadu 1932 Praha) byl rakousko-uherský a český policejní úředník.

## Život
Ve Slaném Olič vystudoval místní nižší gymnázium. Po jeho absolvování pokračoval ve studiích práva. Když dokončil své vysokoškolské vzdělávání, nastoupil v sedmdesátých letech 19. století k pražské policii. V letech 1893 a 1894 stál například v čele skupiny, která v rámci pražského ředitelství policie vyšetřovala kauzu spiknutí Omladiny. Jako ocenění za výsledky v této kauzy byl jmenován dvorním radou. Když se pak v roce 1897 zastřelil podnikatel a starosta Košíř Matěj Hlaváček, vedl Olič kvůli společenskému významu zemřelého vyšetřování tohoto úmrtí. Na počátku 20. století, v roce 1908, odešel Olič do výslužby.
Na pražských Vinohradech vlastnil Olič dům, v němž také bydlel a zároveň pronajímal další byt Evě Šulcové, někdejší hospodyni, která však po úmrtí své bytné získala dědictvím jmění. Ta z neznámých důvodů adoptovala a v Praze vychovávala dceru svého nevlastního bratra Annu Vlčkovou. Zde se Vlčková, pozdější manželka československého prezidenta Edvarda Beneše, poznala s Oličovou dcerou Annou, zvanou Aťou, a navázaly spolu celoživotní přátelství.
Jakmile začala první světová válka, přiměla Oliče jeho dcera Aťa k zapojení se do odbojové činnosti. Když například vznikla Maffie, její první konspirační schůzky se konaly v Oličově bytě. Spolu s Hanou Benešovou čelil pak obvinění z přechovávání Masarykových spisů. Během října 1915 jej však kvůli jeho činnosti policie zatkla a odvezla do hlavního města císařství, do Vídně. Za dva měsíce, v prosinci 1915, jej však propustila a dále již vyšetřovala na svobodě. Roku 1917 byl ale císařem Karlem I. amnestován.
Se svou manželkou Annou roz. Pelcovou, s níž se oženil v roce 1879 měl čtyři děti, a sice Marii (1880), Roberta (1882), Annu (1885), a Karla (1891–1915). 
Dcerou Karla Oliče, a tedy vnučkou Václava Oliče, byla česká filmová herečka Karla Oličová, jež účinkovala například ve snímcích Bílá nemoc (1937) či Švanda Dudák (1937).
Další jeho vnučkou, dcerou Anny, byla Anna Rottová (1924–2020), roz. Kadeřábková, což bylo i její umělecké jméno, česká herečka a divadelní pedagožka DAMU.